# Dionísia Fité de Goula
Dionísia Fité de Goula   (Barcelona, 1847 - Madrid, 9 d'abril de 1873) fou una soprano catalana.
Filla de Joan Fiter Huguet, sabater natural de Barcelona, i Silvèria Bisbal Sarró, natural de Gandia. Va estudiar cant amb el director i compositor Joan Goula, amb qui va contreure matrimoni el dia 1 de febrer de 1865 amb 19 anys. Va començar la carrera operística l'any 1868 a Palma, en el moment en què el seu marit n'era director. Va recórrer després teatres de Moscou, Hamburg i altres d'Alemanya. També va cantar a Sevilla, Barcelona i Madrid. Varen tenir almenys dos fills: en Joan Goula i Fité (1866-?), també director d'orquestra, i Robert Dionís Goula i Fité (Barcelona 1871-1887).